# Município de Union (condado de Van Wert, Ohio)
O município de Union (em inglês: Union Township) é um município localizado no condado de Van Wert no estado estadounidense de Ohio. No ano de 2010 tinha uma população de 942 habitantes e uma densidade populacional de 9,97 pessoas por km².

## Geografia
O município de Union encontra-se localizado nas coordenadas 40° 56′ 34″ N, 84° 38′ 23″ O. Segundo a Departamento do Censo dos Estados Unidos, o município tem uma superfície total de 94.5 km², da qual 94,35 km² correspondem a terra firme e (0,16 %) 0,15 km² é água.

## Demografia
Segundo o censo de 2010, tinha 942 pessoas residindo no município de Union. A densidade populacional era de 9,97 hab./km². Dos 942 habitantes, o município de Union estava composto pelo 97,98 % brancos, o 0,11 % eram afroamericanos, o 0,11 % eram amerindios, o 0,11 % eram de outras raças e o 1,7 % eram de uma mistura de raças. Do total da população o 1,38 % eram hispanos ou latinos de qualquer raça.